# Kanachos
Kanachos – grecki rzeźbiarz pochodzący z Sykionu, którego działalność jest datowana na koniec VI wieku p.n.e. Był autorem brązowego posągu Apollona w Didymie.